# Sẻ rừng nướng
Sẻ rừng nướng hay họa mi nướng (Ambelopoulia) là một món ăn gây tranh cãi từng những con chim biết bay (thuộc bộ chim sẻ) với phương pháp nướng, chiên, ngâm dầm hoặc luộc, đó là một món ăn truyền thống gốc được phục vụ tại một số nhà hàng của Cypriot. Điều này là bất hợp pháp ở Síp vì nó liên quan đến việc đánh bẫy các loài chim hoang dã như lâm oanh mũ đen (blackcap) và sẻ châu Âu. Việc bẫy giết chim một cách bừa bãi, do đó các loài chim di cư cũng bị giết chết. Nguyên nhân gây tranh cãi về món chim họa mi nướng xa xỉ không chỉ bởi sự khan hiếm số lượng chim ở châu Âu mà còn bởi cách thức săn bắt, nuôi và giết thịt rất tàn nhẫn. 

## Ở Pháp
Loài chim sẻ rừng này có thể được tìm thấy ở khắp châu Âu, nhưng ở Pháp là nơi có quần thể chim nhiều, những món ăn được chế biến từ loài chim này lại được xem là những món ăn truyền thống của Pháp. Chim họa mi đã nổi tiếng trong nền ẩm thực Pháp với tư cách là món ăn xa xỉ và "quý tộc" bậc nhất. Thịt chim họa mi được chế biến qua bàn tay của những đầu bếp hàng đầu và có mặt trong thực đơn của những nhà hàng cao cấp nhất, thể hiện đẳng cấp và tinh hoa của nền ẩm thực số một thế giới. 

### Vỗ béo
Nguyên liệu tuyệt vời nhất cho món chim họa mi nướng phải là những con chim béo núc ních gấp 2 đến 4 lần so với trọng lượng bình thường. Sau khi sập bẫy, chúng bị giam trong những chiếc lồng chật ních để tránh cho chúng nhảy nhót, hạn chế tối đa vận động. Nhằm vỗ béo nhanh, chim họa mi liên tục được nhồi nhét các loại thức ăn bổ dưỡng như hạt kê, nho khô và quả sung bất kể chúng có nhu cầu hay không cho đến khi béo mẫm và con vật dài được khoảng từ 2 lần đến 4 lần kích thước bình thường. Tương truyền, Hoàng đế La Mã còn cho kẹp mù mắt con chim làm chúng tưởng là ban đêm vì thế sẽ ăn nhiều hơn. 

### Chế biến
Chúng được chế biến cầu kỳ để giữ được nguyên vẹn độ căng bóng, béo ngậy đồng thời thấm đượm hương vị của hạt dẻ, hòa quyện với vị ngọt đậm đà của thịt và nội tạng. Sau khi đã được vỗ béo đủ ngày tháng và đạt số cân nặng hoàn hảo, người ta sẽ dìm ngập chim trong rượu Armagnac để chúng chết từ từ. Quá trình này khiến cho những thớ thịt chim ngấm dần vị ngọt của rượu và lớp da chuyển sang màu vàng ô-liu và sau khi bị nhấn chìm trong rượu Armagnac, lớp da của chim họa mi có màu ô liu và những thớ thịt ngấm vị ngon ngọt. Cuối cùng, đầu bếp chỉ cần thêm một chút gia vị và tiến hành nướng trong vòng 6-8 phút là món ăn hoàn thành. 

### Thưởng thức

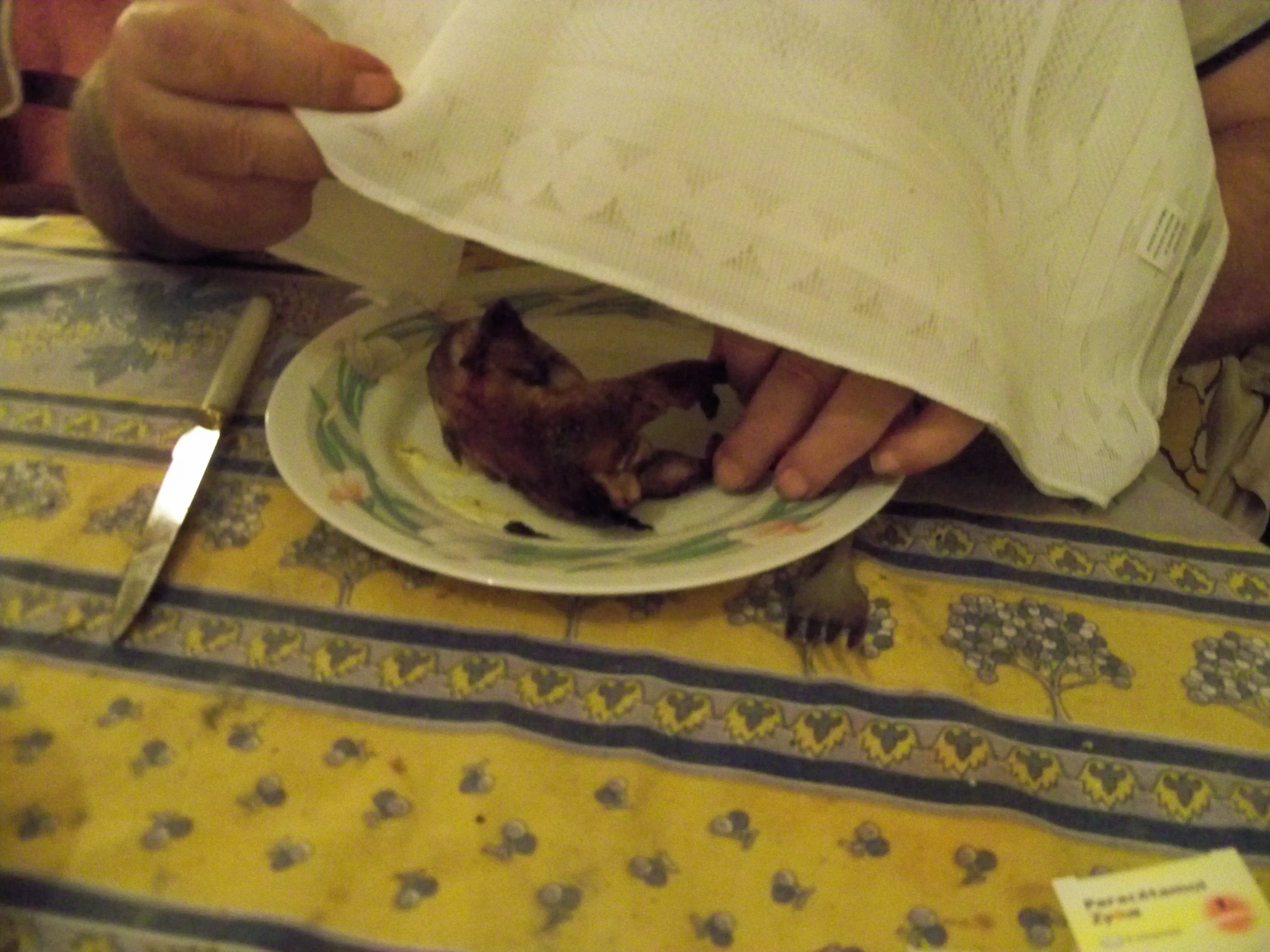
Thưởng thức món họa mi nướng

Đối với món chim họa mi thượng hạng, việc thưởng thức cũng là quá trình được tiến hành như một nghi lễ. Thực khách không cắt thịt chim ra thành miếng nhỏ và dùng dao dĩa như thông thường. Người ta đặt con vật vào miệng sao cho đầu con vật hướng ra bên ngoài và nhai nó một cách từ từ để cảm nhận được hương vị của món ăn. Những người ăn họa mi nướng, tin rằng việc trùm khăn trắng kín đầu giúp họ lẩn tránh khỏi ánh mắt của Chúa khi ăn thịt sinh linh bé nhỏ, xinh đẹp và vô tội.
Theo truyền thống, mỗi người phải dùng một chiếc khăn màu trắng trùm kín đầu, sau đó bỏ cả con chim vào miệng sao cho phần đầu hướng ra ngoài rồi nhai từ từ tất cả các phần từ chân cho đến xương, chỉ bỏ lại đầu. Việc trùm khăn một phần để khiến cho người ăn không cảm thấy xấu hổ với những người xung quanh, nhưng hơn hết là vì người ta tin rằng việc làm này giúp họ lẩn trốn khỏi ánh mắt của Chúa khi ăn thịt sinh linh bé nhỏ và xinh đẹp.